# Calle Aposentadores
La calle Aposentadores es una vía pública de la ciudad española de Sevilla.

## Descripción
La vía nace de la confluencia de la calle Viriato con Madre María de la Purísima, donde conecta con Amparo, y discurre hasta llegar a Feria. Se conoció en el pasado como «calle del Baño» y «calle del Caño de San Juan». Aparece descrita en la Noticia histórica del origen de los nombres de las calles de esta ciudad de Sevilla (1839) de Félix González de León con las siguientes palabras:

Calle de Aposentadores. Está en el cuartel C. y en la parroquia de san Juan de la Palma. El origen de su nombre se ignora, aunque parece facil su deduccion. Esta calle se llamó del Baño y del Caño de san Juan, uno y otro nombre derribados de unos baños de Moros que estuvieron en ella y en el repartimiento se le dieron á la reina doña Juana, viuda de san Fernando, como todos los otros baños de moros, de la ciudad. La calle es angosta, en medio tiene una barrera de que ya se ha hablado, y pasa de la calle del hospital de los Viejos, á la de la Concepcion de san Juan.
(González de León, 1839, p. 178)